# Бюггвір
Бюггвір (давньосканд. Byggvir, Beyggvir, Bøggvir) — бог ячменю в скандинавській міфології.

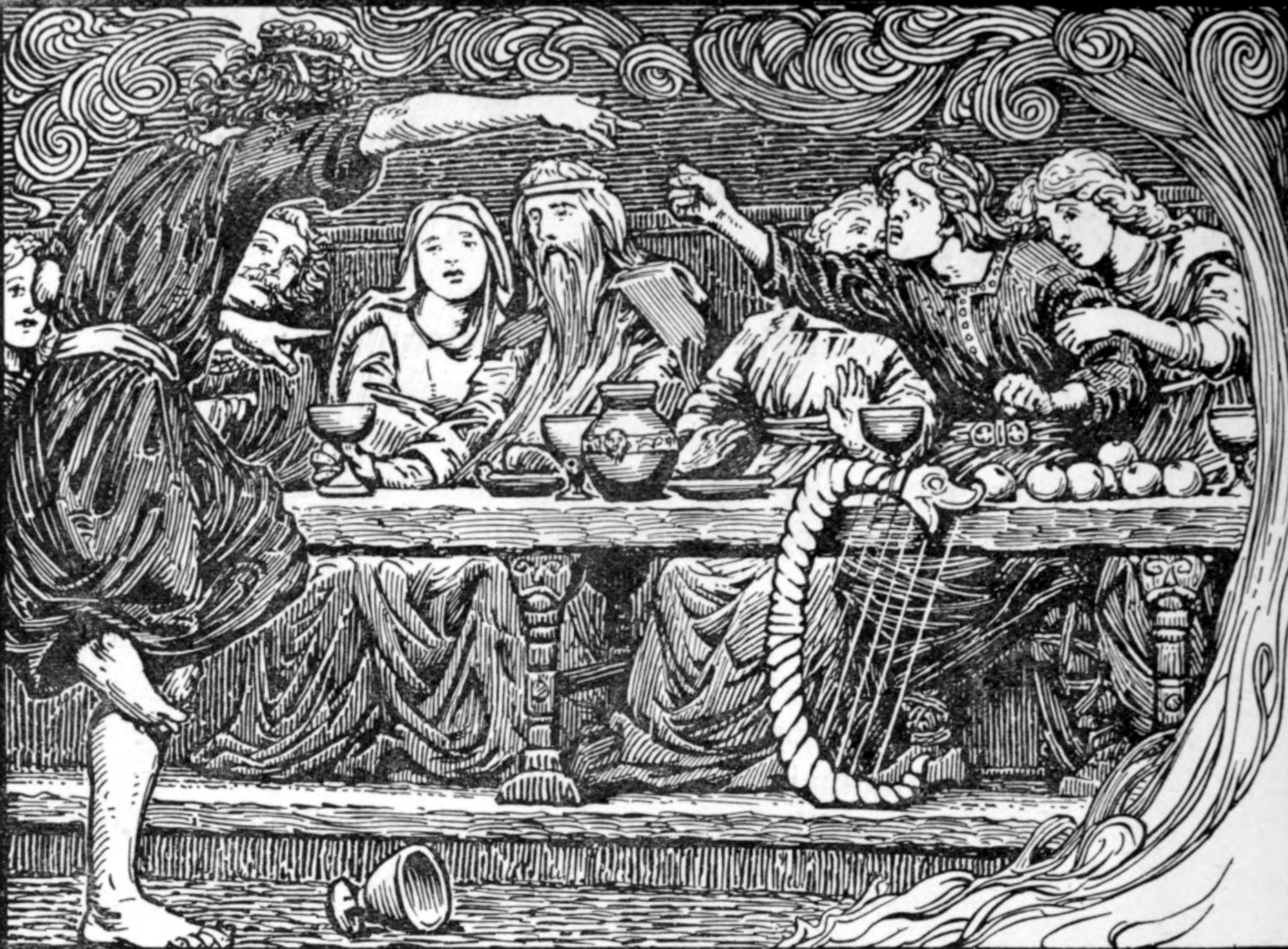
Словесні чвари Локі

Єдина вціліла згадка про Бюггвіра з'являється на початку прози «Словесні чвари Локі» та на 55 — 56 строфах цієї ж поеми, де його називають одним із слуг Фрейра та чоловіком Бейли.

## Етимологія
Bygg — з давньо-скандинавської «ячмінь».
Також дане ім'я пов'язане із роллю слуг пивоварів та мундштука.

## «Словесні чвари Локі»
Строфа 43
| Byggvir qvaþ: «Veiztv, ef ec øþli ettac: sem Ingvnar-Freyr: oc sva selict setr, mergi smera ma/lþa ec þa meíncráco: oc lemþa alla i liþo.» | Бюггвір мовив: «Знай же, як був би я рівним: родом до Інгунар-Фрейра, що в залі щасливій сидить, на клапті малі: порвав би я ґаву паскудну: та й викинув геть». |

Строфа 44
| Loci qvaþ: «Hvat er þat iþ litla, er ec þat la/ggra sec: oc snapvist snapir; at eyrom Freys: mvnðv e vera: oc vnd kvernom klaca.» | Локі мовив: «Що за дрібнота: тут крутить хвостом: і грізно сопе? Скарги постійні: слухає Фрейр: й бурчання з-під жорнову». |

Строфа 45
| Beyggvir qvaþ: «Beyggvir ec heíti, enn mic braþan qveþa: goð a/ll oc gvmar: þvi em ec her hroðvgr, at drecca Hroptz megir: allir a/l saman.» | Бюггвір мовив: «Бюггвір я звуся, спритним прозвався: я між богів і людей; тим я пишаюсь, що з Хрофта синами: п'ю в цих чертогах». |

Строфа 46
| Loci qvaþ: «Þegi þv, Byggvir! þv kvnnir aldregi: deila meþ monnom mat; oc þic i fletz strá finna ne mattv, þa er vago verar.» | Локі мовив: «Мовчав би ти, Бюггвір, не вмів ти ніколи: гостей частувати; тебе ж у соломі, у клуні знайшли, як бій розпочався». |